# أليكس وان
أليكس وان (بالإنجليزية: Alex Wan)‏ هو سياسي أمريكي، ولد في 13 أغسطس 1967 في كولومبيا في الولايات المتحدة.

## وصلات خارجية
- الموقع الرسمي